# Гарфілд-Гайтс (Огайо)
Гарфілд-Гайтс (англ. Garfield Heights) — місто (англ. city) в США, в окрузі Каягога штату Огайо. Населення — 29 781 особа (2020).

## Географія
Гарфілд-Гайтс розташований за координатами 41°25′11″ пн. ш. 81°36′14″ зх. д. / 41.41972° пн. ш. 81.60389° зх. д. (41.419775, -81.603942).  За даними Бюро перепису населення США в 2010 році місто мало площу 18,88 км², з яких 18,73 км² — суходіл та 0,16 км² — водойми.

## Демографія
Згідно з переписом 2010 року, у місті мешкало 28 849 осіб у 11 691 домогосподарстві у складі 7393 родин. Густота населення становила 1528 осіб/км².  Було 13125 помешкань (695/км²).
Расовий склад населення:
| - 60,2 % — білих - 35,7 % — чорних або афроамериканців - 1,3 % — азіатів - 0,2 % — корінних американців |

До двох чи більше рас належало 2,1 %. Частка іспаномовних становила 2,3 % від усіх жителів.
За віковим діапазоном населення розподілялося таким чином: 25,0 % — особи молодші 18 років, 59,6 % — особи у віці 18—64 років, 15,4 % — особи у віці 65 років та старші. Медіана віку мешканця становила 38,5 року. На 100 осіб жіночої статі у місті припадало 85,2 чоловіків;  на 100 жінок у віці від 18 років та старших — 79,2 чоловіків також старших 18 років.
Середній дохід на одне домашнє господарство  становив 47 882 долари США (медіана — 39 249), а середній дохід на одну сім'ю — 56 207 доларів (медіана — 46 849). Медіана доходів становила 40 455 доларів для чоловіків та 36 283 долари для жінок. За межею бідності перебувало 18,7 % осіб, у тому числі 29,0 % дітей у віці до 18 років та 12,7 % осіб у віці 65 років та старших.
Цивільне працевлаштоване населення становило 12 348 осіб. Основні галузі зайнятості: освіта, охорона здоров'я та соціальна допомога — 28,7 %, виробництво — 15,2 %, роздрібна торгівля — 11,0 %, науковці, спеціалісти, менеджери — 8,0 %.